# Abū Sufyān ibn Harb
Abū Sufyān ibn Harb (arabisch أَبُو سُفيَان بن حَرب, DMG Abū Sufyān b. Ḥarb; gestorben um 652) war ein Clan-Oberhaupt und Kaufmann in Mekka zur Zeit des Propheten Mohammed und spielte eine bedeutende Rolle in der frühen Geschichte des Islams.
Er gehörte den ʿAbd-Schams, einem Clan des Stammes Quraisch, an. Zu Beginn des 7. Jahrhunderts hatte er zusammen mit seinem Vater Harb die Funktion eines „Schiedsrichters“ (ḥakam) für die Umayyaden inne, die eine Untergruppe der ʿAbd-Schams bildeten. Später wird er als der Führer der gesamten Sippe ʿAbd Schams erwähnt.
Abū Sufyān war ein entschiedener Gegner Mohammeds und verfolgte seine Anhänger. Sogar seine Tochter Ramla musste vor ihm nach Abessinien fliehen, nachdem sie den Islam angenommen hatte. Nach der Schlacht von Badr im Jahr 624 und dem dortigen Tod mehrerer mekkanischer Oberhäupter hatte Abu Sufyan Jahre die Kontrolle der mekkanischen Politik inne und bekämpfte aus dieser Position heraus Mohammed auf das Schärfste.
Eine Verbesserung der Beziehung zwischen den beiden ergab sich im Jahre 628 dadurch, dass Mohammed Abu Sufyans Tochter Ramla (= Umm Habība) heiratete. Als im Jahre 630 Verbündete der Quraisch das Friedensabkommen von Hudaibiya gebrochen hatten, reiste Abu Sufyan zu Verhandlungen mit Mohammed nach Medina. Der genaue Hergang der Ereignisse ist nicht klar, doch steht fest, dass es nach der Rückkehr Abu Sufyans nach Mekka zwischen ihm und Mohammed zum Austausch von Geschenken kam. Bei der anschließenden Belagerung Mekkas durch Mohammeds Truppen führte Abū Sufyān die Verhandlungen zur friedlichen Übergabe der Stadt. Bei dieser Gelegenheit konvertierte er selbst zum Islam.
Einer von Abū Sufyāns Söhnen – der zweitgeborene seiner dritten Frau Hind bint Utbah – war der spätere Kalif Mu'awiya, der die Herrschaftdynastie der Umayyaden begründete.